# Catherine Coleman
Catherine Grace "Cady" Coleman (Charleston 14 de desembre de 1960) és una química estatunidenca, anteriorment oficial de les Forces Aèries dels Estats Units, i astronauta de la NASA. És una veterana de dues missions del Transbordador espacial, i va sortir de l'Estació espacial Internacional el 23 de maig de 2011, com a membre de la tripulació de l'Expedició 27, després de romandre 159 dies a l'espai.

## Educació
Coleman es va graduar a la Wilbert Tucker Woodson High School a Fairfax, Virgínia, el 1978 i el curs 1978–1979, va ser estudiant d'intercanvi a l'Institut Superior de Røyken, a Noruega amb els Programes Interculturals American Field Service (AFS). Va rebre el Grau de Química de l'Institut de Tecnologia de Massachusetts el 1983, i el doctorat de ciència de polímers i enginyeria de la Universitat de Massachusetts Amherst el 1991 com a membre de l'Air Force Reserve Officer Training Corps. Li va supervisar el doctorat el Professor Thomas J. McCarthy.

## Carrera militar
Després de completar la seva formació regular, Coleman es va incorporar a la Forces Aèries dels Estats Units com a segon tinent mentre continuava el seu treball de doctorat a la Universitat de Massachusetts Amherst. El 1988 va entrar en servei actiu a la base de la Força Aèria de Wright-Patterson com a investigadora química. Durant la seva tasca, va participar com a consultora d'anàlisi de superfícies al LDEF (Long Duration Exposure Facility) un experiment de la NASA. El 1991, es va doctorar en ciències i enginyeria de polímers. Es va retirar de la força aèria el novembre de 2009 amb el grau de coronel.

## Carrera a la NASA

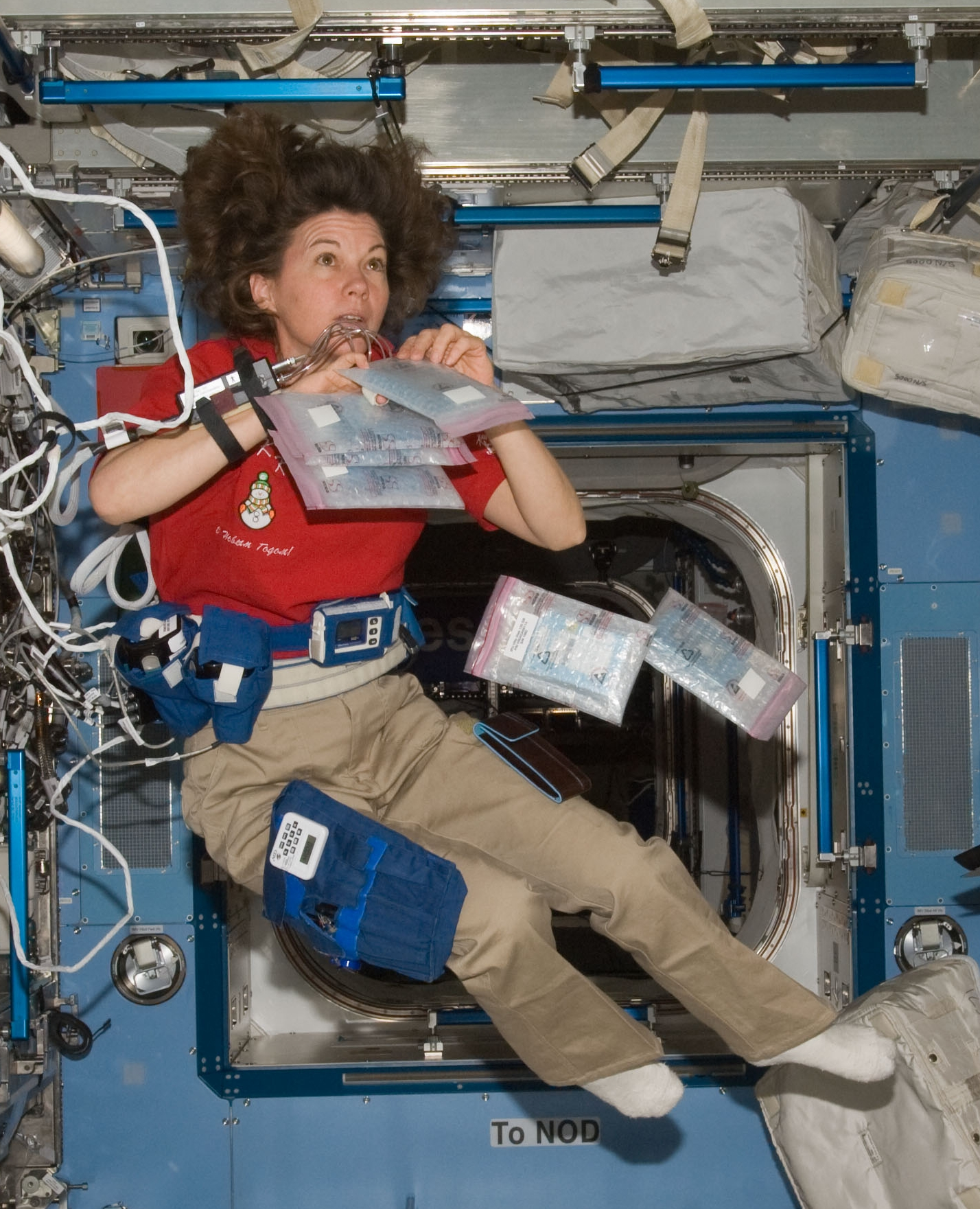
Catherine Coleman a l'Estació Espacial Internacional el 2011.

Coleman va ser seleccionada per la NASA el 1992 per incorporar-se al cos d'astronautes de l'agència. El 1995 va ser membre de la tripulació del STS-73 tripulació en la missió científica USML-2 amb els experiments que incloïen biotecnologia, ciència de combustió, i física de fluids. Durant el vol, va informar al Centre de control de missió de Houston, actualment Centre Espacial Lyndon B. Johnson, que havia detectat un Objecte volador no identificat. També es va formar per a la missió STS-83 com a relleu de Donald A. Thomas; tanmateix, com que Thomas es va recuperar a temps, no va volar en aquesta missió. El STS-93 va ser el segon vol espacial de Coleman el 1999. Es va especialitzar en la missió encarregada de desplegar l'Observatori de rajos X Chandra.

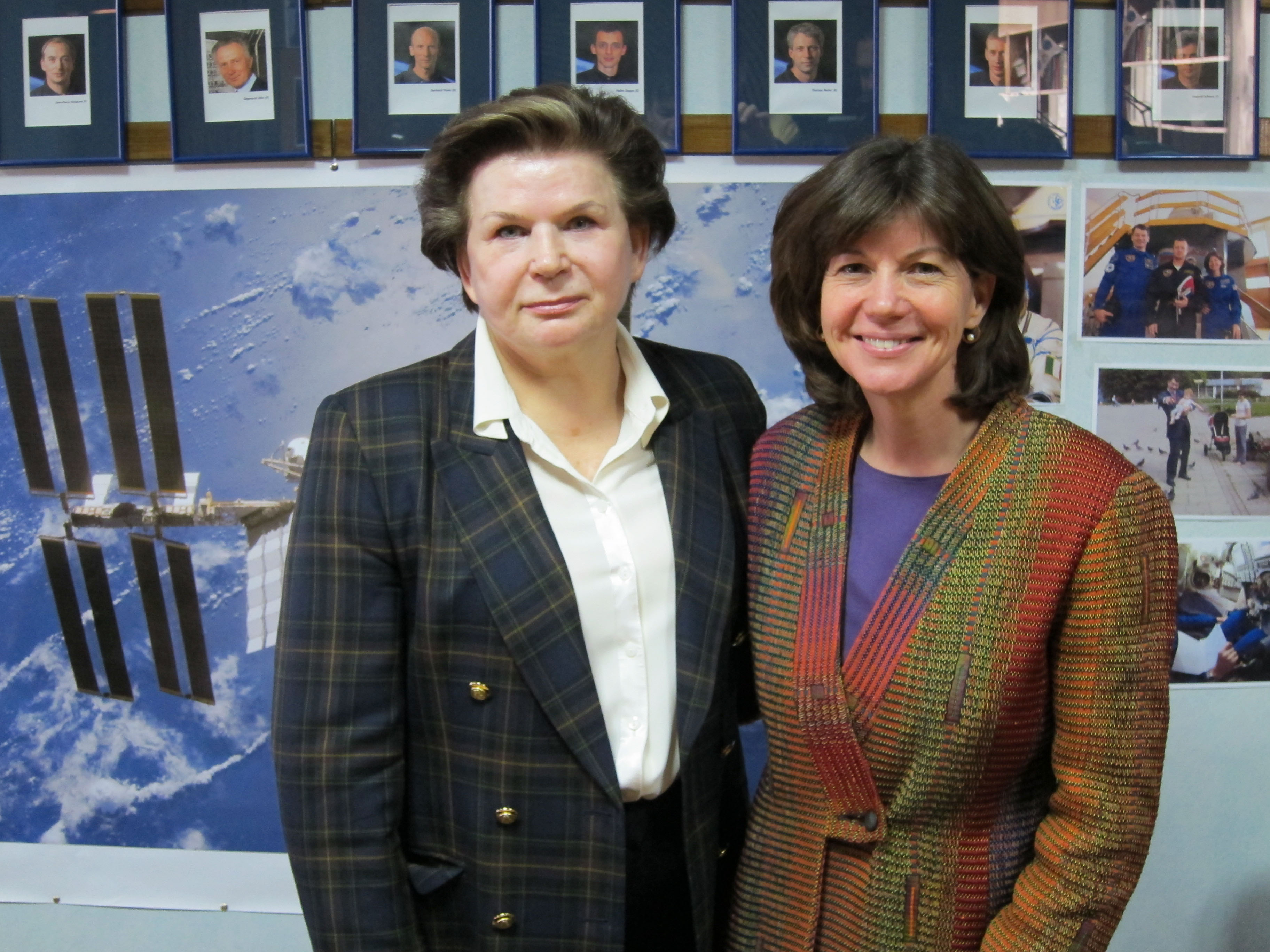
Catherine Coleman i Valentina Tereshkova al Centre d'Entrenament de Cosmonautes Gagarin el desembre 2010.

Coleman va exercir com a cap de robòtica de l'Oficina dels Astronautes, a càrrec, entre d'altres, d'operacions de braços robòtics i entrenament per a totes les missions del transbordador espacial i de l'Estació Espacial Internacional. L'octubre de 2004, Coleman va servir d'aquanauta durant la missió NEEMO 7 a bord del laboratori subaquàtic Aquarius, vivint i treballant sota l'aigua durant onze dies.
Coleman va ser assignada com a membre de tripulació suplent dels EUA per les Expedicions 19, 20 i 21 i va servir com a membre suplent de les Expedicions 24 i 25 com a part de la seva formació per l'Expedició 26.
Coleman es va enlairar el 15 de desembre de 2010 (16 de desembre, segons el temps de Baikonur), a bord del Soyuz TMA-20 per unir-se a la missió de l'Expedició 26 a bord l'Estació espacial Internacional.
Es va retirar de la NASA l'1 de desembre de 2016.

### Experiència a l'espai
La STS-73 al Transbordador espacial Columbia (del 20 d'octubre al 5 de novembre de 1995) va ser la segona missió del Laboratori de Microgravetat dels Estats Units. La missió es va centrar en la ciència dels materials, la biotecnologia, la ciència de la combustió, la física dels fluids i nombrosos experiments científics allotjats al mòdul pressuritzat de Spacelab. En completar el primer vol espacial, Coleman va orbitar la Terra en 256 vegades, va recórrer més de 6 milions de milles i va registrar un total de 15 dies, 21 hores, 52 minuts i 21 segons en l'espai.

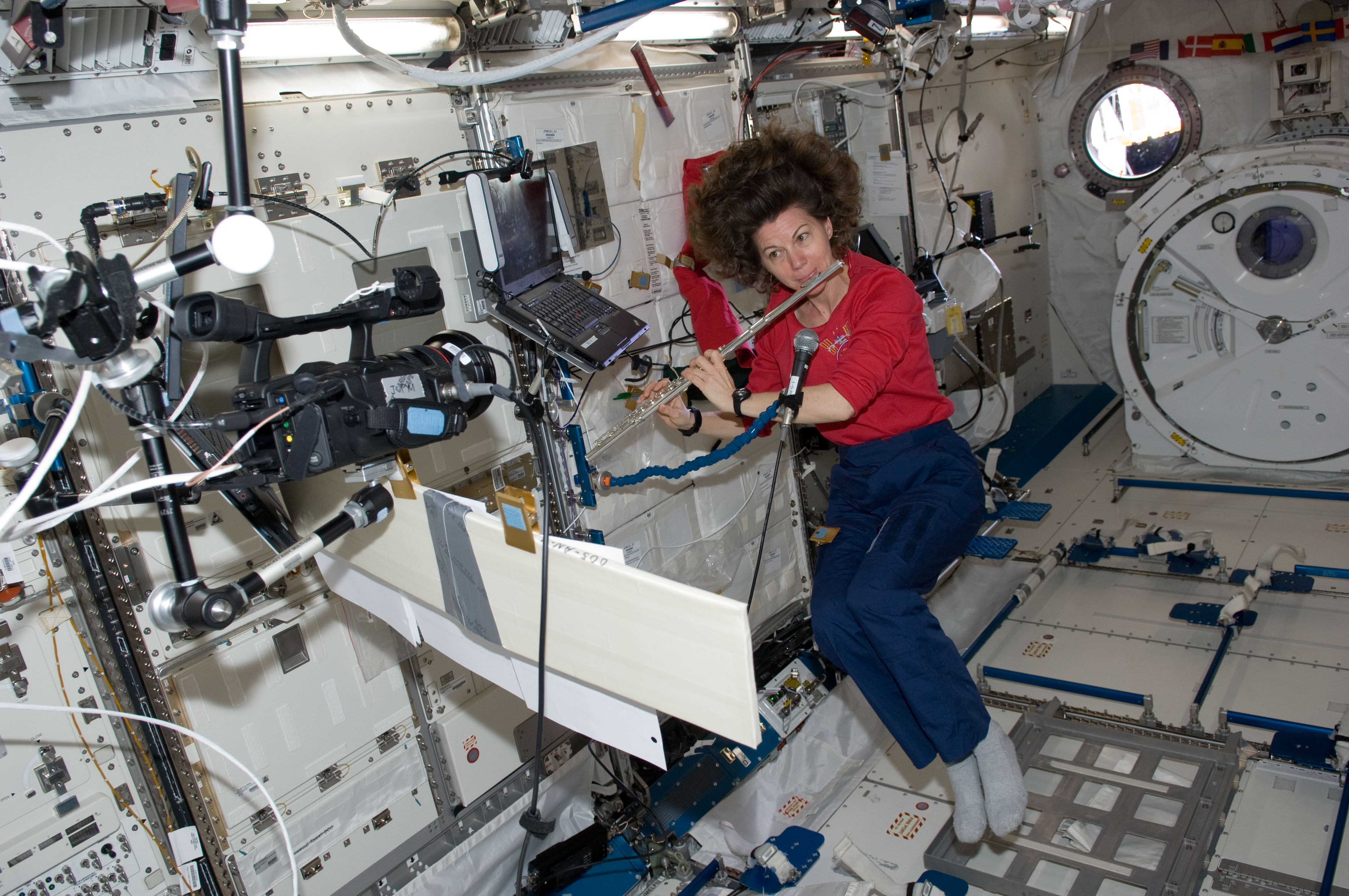
Cady Coleman toca una flauta a l'Estació espacial Internacional.

La STS-93 al Columbia (22 al 27 de juliol de 1999) va ser una missió de cinc dies durant la qual Coleman va ser l'especialista principal de la missió per al desplegament de l'Observatori de rajos X de Chandra. Dissenyat per fer estudis complets de l'univers, el telescopi permetrà als científics estudiar fenòmens exòtics com explosions estelars, quàsars i forats negres. La durada de la missió va ser de 118 hores i 50 minuts.
La Soiuz TMA-20 / Expedició 26/27 (15 de desembre de 2010, a 23 de maig de 2011) va ser una missió de durada prolongada a l'Estació espacial Internacional.

## Personal
Coleman està casada amb l'artista de vidre Josh Simpson que viu a Massachusetts. Tenen un fill. Forma part de la banda Bandella, que també inclou el seu company astronauta de la NASA Steven Robinson, l'astronauta canadenc Chris Hadfield i Micki Pettit (la dona de l'astronauta Don Pettit). Coleman és flautista i s'ha emportat diverses flautes a l'EEI. El 15 de febrer de 2011, va tocar un dels instruments en directe des de l'òrbita a la ràdio pública nacional. El 12 d'abril de 2011, va tocar en directe amb enllaç de vídeo per a l'audiència del programa de Jethro Tull a Rússia en honor del cinquantè aniversari del vol de Iuri Gagarin. Va tocar el duet en òrbita mentre Anderson tocava a la Terra, a Rússia.